# Skrytoskrzydłe
Skrytoskrzydłe (Endopterygota, syn. Holometabola) – klad owadów z podgromady uskrzydlonych i infragromady nowoskrzydłych. Charakteryzują się miękkim ciałem i brakiem widocznych zewnętrznie zalążków skrzydeł w stadiach larwalnych oraz występowaniem w rozwoju stadium poczwarki – są to owady o przeobrażeniu zupełnym (holometaboliczne). Grupa ta obejmuje większość (80–85%) współcześnie żyjących owadów – jest więc najliczniejszą w gatunki linią rozwojową zwierząt. Tradycyjnie owady holometaboliczne przeciwstawiane są owadom o przeobrażeniu niezupełnym (hemimetabolicznym).
Występowanie stadium poczwarki nie jest jednoznaczną cechą diagnostyczną tej grupy, ponieważ rozwinęło się niezależnie u niespokrewnionych z Holometabola mączlikowatych (Aleyrodidae), piersiodziobych (Sternorrhyncha) i wciornastków (Thysanoptera). Zbliżone stadia przedimaginalne występują też u kilku innych grup owadów. Szczególną cechą Holometabola jest występowanie w ciele większości larw (wyjątkiem są wachlarzoskrzydłe) wewnętrznych zalążków skrzydeł w postaci tarcz imaginalnych, co tłumaczy nazwę Endopterygota (endo- wewnątrz, pterygotos uskrzydlony).
Klad obejmuje rzędy:
- Coleoptera – chrząszcze
- Diptera – muchówki
- Hymenoptera – błonkoskrzydłe
- Lepidoptera – motyle
- Mecoptera – wojsiłki
- Megaloptera – wielkoskrzydłe
- Neuroptera – sieciarki
- Raphidioptera – wielbłądki
- Siphonaptera – pchły
- Strepsiptera – wachlarzoskrzydłe
- Trichoptera – chruściki

Przypuszczalna filogeneza owadów holometabolicznych:
|  | Neuropterida (sieciarki, wielbłądki i wielkoskrzydłe) |
|  |                                                       |
|  | Coleoptera (chrząszcze)                               |
|  |                                                       |

|  | Hymenoptera (błonkówki)                                     |
|  |                                                             |
|  | Mecopterida (chruściki, motyle, wojsiłki, muchówki i pchły) |
|  |                                                             |

|  | Neuropterida (sieciarki, wielbłądki i wielkoskrzydłe) |
|  |                                                       |
|  | Coleoptera (chrząszcze)                               |
|  |                                                       |

|  | Hymenoptera (błonkówki)                                     |
|  |                                                             |
|  | Mecopterida (chruściki, motyle, wojsiłki, muchówki i pchły) |
|  |                                                             |

Według McKenna i in. Hymenoptera jest taksonem siostrzanym dla pozostałych Holometabola.
Pozycja filogenetyczna Strepsiptera nie została jednoznacznie ustalona. Badania genetyczne i analizy morfologiczne wskazują na ich bliskie pokrewieństwo z Neuropterida i Coleoptera, ale ich pozycja w kladzie Neuropteroidea wymaga potwierdzenia.